# Дистанційно-транзитивний граф

Граф Бігса — Сміта, найбільший 3-регулярний дистанційно-транзитивний граф.

Дистанційно-транзитивний граф (англ. distance-transitive graph) — це такий граф, що для будь-якої пари його вершин {\displaystyle v} і {\displaystyle w}, відстань між якими {\displaystyle i}, і будь-якої іншої пари вершин {\displaystyle x} і {\displaystyle y}, відстань між якими також {\displaystyle i}, знайдеться автоморфізм, що переводить {\displaystyle v} в {\displaystyle x}, а {\displaystyle w} в {\displaystyle y}.
Термін дистанційно-транзитивний граф увели Бігс і Сміт 1971 року.

## Визначення

Повний граф

Граф Петерсена

Граф Хівуда

Граф Паппа

Граф Коксетера

Визначення дистанційно-транзитивного граф
Нехай неорієнтований, зв'язний, обмежений граф {\displaystyle \Gamma =(V,E)} має групу автоморфізмів {\displaystyle Aut(\Gamma )}. Кількість ребер у найкоротшому шляху, що з'єднує {\displaystyle u,v\in V(\Gamma )} називають відстанню між {\displaystyle u} і {\displaystyle v} і позначають як {\displaystyle d(u,v)}. Нехай {\displaystyle G} — підгрупа {\displaystyle Aut(\Gamma )}. Граф {\displaystyle \Gamma } називають {\displaystyle G}-дистанційно-транзитивним (англ. {\displaystyle G}-distance-transitive якщо для кожної четвірки вершин {\displaystyle u,v,x,y}, таких що {\displaystyle d(u,v)=d(x,y)}, існує автоморфізм {\displaystyle g\in G}, який відображає {\displaystyle u\rightarrow x} і {\displaystyle v\rightarrow y}.
Іншими словами {\displaystyle \Gamma } є {\displaystyle G}-дистанційно-транзитивним графом, якщо підгрупа {\displaystyle G} діє транзитивно на множину {\displaystyle \left\{(x,y)\,|\,x,e\in V(\Gamma ),\,d(x,y)=i\right\}}.

## Масив перетинів
Нехай {\displaystyle \Gamma =(V,E)} — неорієнтований, зв'язний, обмежений граф, а дві його вершини {\displaystyle u,v\in V(\Gamma )} розташовані на відстані {\displaystyle j=d(u,v)} одна від одної. Всі вершини {\displaystyle w}, інцідентні вершині {\displaystyle u} можна розбити на три множини {\displaystyle A}, {\displaystyle B} і {\displaystyle C}, залежно від їх відстані {\displaystyle d(v,w)} до вершини {\displaystyle v}:
{\displaystyle \left\{w\in A\,:d(v,w)=j\right\},\quad \left\{w\in B\,:d(v,w)=j+1\right\},\quad \left\{w\in C\,:d(v,w)=j-1\right\}}
Якщо граф {\displaystyle \Gamma } дистанційно-транзитивний, то кардинальні числа множин {\displaystyle |A|,\,|B|,\,|C|} не залежать від вершин {\displaystyle u} і {\displaystyle v}, а залежать тільки від відстані {\displaystyle j=d(u,v)}. Нехай {\displaystyle a_{j}=|A|,\,b_{j}=|B|,\,c_{j}=|C|}, де {\displaystyle a_{j},\,b_{j},\,c_{j}} — числа перетинів.
Визначимо масив перетинів дистанційно-транзитивного графу {\displaystyle \Gamma } як:
{\displaystyle \iota (\Gamma )={\begin{Bmatrix}\ast &c_{1}&c_{2}&\dots &c_{d-1}&c_{d}\\a_{0}&a_{1}&a_{2}&\dots &a_{d-1}&a_{d}\\b_{0}&b_{1}&b_{2}&\dots &b_{d-1}&\ast \\\end{Bmatrix}}}
Оскільки дистанційно-транзитивний граф є регулярним, приміром степеня {\displaystyle k}, тоді {\displaystyle b_{0}=k}, {\displaystyle c_{0}=0}, а {\displaystyle c_{1}=1}. Більш того, {\displaystyle a_{i}+b_{i}+c_{i}=k}. Тому масив перетинів дистанційно-регулярного графу часто записують як:
{\displaystyle \iota (\Gamma )={\begin{Bmatrix}k,\,b_{1},\,\dots ,\,b_{d-1}\,;\,1,\,c_{2},\,\dots ,\,c_{d}\end{Bmatrix}}}

## Властивості
Кожен дистанційно-транзитивний граф є дистанційно-регулярним, проте зворотне не справедливе. Це доведено 1969 року, ще до введення в ужиток терміна дистанційно-транзитивний граф, групою радянських математиків (Адельсон-Вельський Г. М., Вейсфейлер Б. Ю., Леман А. А., Фараджев І. А.). Найменший дистанційно-регулярний граф, який не є дистанційно-транзитивним — це граф Шрікханде. Єдиний тривалентний граф цього типу — це 12-клітка Татта, граф зі 126 вершинами.
Дистанційно-транзитивний граф є вершинно-транзитивним і симетричним.
Дистанційно-транзитивні графи мають велике число груп автоморфізмів.
Гігман розвинув теорію груп рангу 3. Ці групи є групами автоморфізмів сильно регулярних графів, причому вони діють транзитивно як на множині вершин і ребер, так і на множині пар різних несуміжних вершин. Такі графи є дистанційно транзитивними графами діаметру 2.

## Приклади
Найпростіші приклади дистанційно-транзитивних графів:
- повні графи {\displaystyle K_{n}}
- повні двочасткові графи (бікліки) з рівними частками {\displaystyle K_{n,n}}
- графи гіперкуба {\displaystyle Q_{n}}

Складніші приклади дистанційно-транзитивних графів:
- граф Джонсона
- граф Грассмана[en]
- граф Геммінга
- граф Лівінгстона[en]

## Класифікація кубічних дистанційно-транзитивних графів
1971 року Бігс і Сміт у роботі довели теорему, що серед тривалентних графів існує всього лише 12 дистанційно-транзитивних графів:
| Назва графу                          | Число вершин | Діаметр | Обхват | Масив перетинів                    |
| ------------------------------------ | ------------ | ------- | ------ | ---------------------------------- |
| Повний граф K 4                      | 4            | 1       | 3      | {3; 1}                             |
| Повний двочастковий граф K 3,3       | 6            | 2       | 4      | {3,2; 1,3}                         |
| Граф Петерсена                       | 10           | 2       | 5      | {3,2; 1,1}                         |
| Граф гіперкуба {\displaystyle Q_{3}} | 8            | 3       | 4      | {3,2,1; 1,2,3}                     |
| Граф Хівуда                          | 14           | 3       | 6      | {3,2,2; 1,1,3}                     |
| Граф Паппа                           | 18           | 4       | 6      | {3,2,2,1; 1,1,2,3}                 |
| Граф Коксетера                       | 28           | 4       | 7      | {3,2,2,1; 1,1,1,2}                 |
| Граф Татта — Коксетера               | 30           | 4       | 8      | {3,2,2,2; 1,1,1,3}                 |
| Граф додекаедра                      | 20           | 5       | 5      | {3,2,1,1,1; 1,1,1,2,3}             |
| Граф Дезарга                         | 20           | 5       | 6      | {3,2,2,1,1; 1,1,2,2,3}             |
| Граф Бігса — Сміта                   | 102          | 7       | 9      | {3,2,2,2,1,1,1; 1,1,1,1,1,1,3}     |
| Граф Фостера                         | 90           | 8       | 10     | {3,2,2,2,2,1,1,1; 1,1,1,1,2,2,2,3} |

Повний список дистанційно-транзитивних графів відомий для деяких степенів, більших від трьох, але класифікація дистанційно-транзитивних графів з довільно великим степенем залишається відкритою.
Найпростіше асимптотичне сімейство дистанційно-транзитивних графів — це графи гіперкубів. Інші сімейства — це складені кубічні графи і квадратні турові графи. Всі три сімейства мають довільно великий степінь.

### Ранні роботи
- Biggs N. Combinatorial Mathematics and its Applications (Proc. Conf., Oxford, 1969). — London : Academic Press, 1971. — С. 15—23.
- Biggs N. Finite Groups of Automorphisms. — London & New York : Cambridge University Press, 1971. — Т. 6. — (London Mathematical Society Lecture Note Series)

- Smith D.H. Primitive and imprimitive graphs // The Quarterly Journal of Mathematics. Oxford. Second Series. — 1971. — Vol. 22, iss. 4 (24 March). — P. 551—557. — DOI:10.1093/qmath/22.4.551.

### Огляди
- Biggs N.L. Distance-Transitive Graphs // Algebraic Graph Theory. — 2nd. — Cambridge University Press, 1993. — С. 155–163.
- Van Bon J. Finite primitive distance-transitive graphs // European Journal of Combinatorics. — 2007. — Vol. 28, iss. 2 (24 March). — P. 517—532. — DOI:10.1016/j.ejc.2005.04.014..
- Brouwer A.E, Cohen A.M., Neumaier A. Distance-Transitive Graphs // Distance-Regular Graphs. — New York : Springer-Verlag, 1989. — С. 214—234.
- Cohen A.M. Topics in Algebraic Graph Theory / L. W. Beineke, R. J. Wilson. — Cambridge University Press, 2004. — Т. 102. — С. 222—249. — (Encyclopedia of Mathematics and its Applications)
- Godsil C., Royle G. Distance-Transitive Graphs // Algebraic Graph Theory. — New York : Springer-Verlag, 2001. — С. 66—69.